# Krhov, Třebíč
Krhov là một làng thuộc huyện Třebíč, vùng Vysočina, Cộng hòa Séc.